# 북서부구 (보츠와나)

북서부구

북서부구(영어: North-West District)는 보츠와나 북부에 위치한 구로, 행정 중심지는 마운이며 면적은 129,930km2, 인구는 142,970명(2001년 기준)이다. 남서쪽과 서쪽, 북서쪽과 북쪽으로는 나미비아와 국경을 맞대고 있으며 남동쪽으로는 중부구, 남쪽으로는 간지구와 인접해 있다.